# Syrisch-Arabischer Roter Halbmond
Der Syrisch-Arabische Rote Halbmond (englisch Syrian Arab Red Crescent, abgekürzt: SARC; arabisch الهلال الأحمر العربي السوري, DMG al-Hilāl al-Aḥmar al-ʿArabī as-Sūrī) ist eine private Nichtregierungsorganisation mit Sitz in Damaskus, Syrien. Die 1942 gegründete Organisation ist seit 1946 Mitglied der Internationalen Rotkreuz und Rothalbmond Bewegung. Nach eigenen Angaben unterstützt das SARC 4,5 Millionen Menschen in dem vom Bürgerkrieg erschütterten Land. Schwerpunkt der Arbeit des SARC bildet die Flüchtlingshilfe und der Katastrophenschutz. Sie ist aber auch in der Ersten-Hilfe-Ausbildung und in der allgemeinen Gesundheitsvorsorge aktiv. Dabei arbeitet sie eng mit dem Internationalen Roten Kreuz (IKRK) und UN Organisationen zusammen. Der Großteil der Mitarbeiter des SARC besteht aus freiwilligen, ehrenamtlichen Helfern.

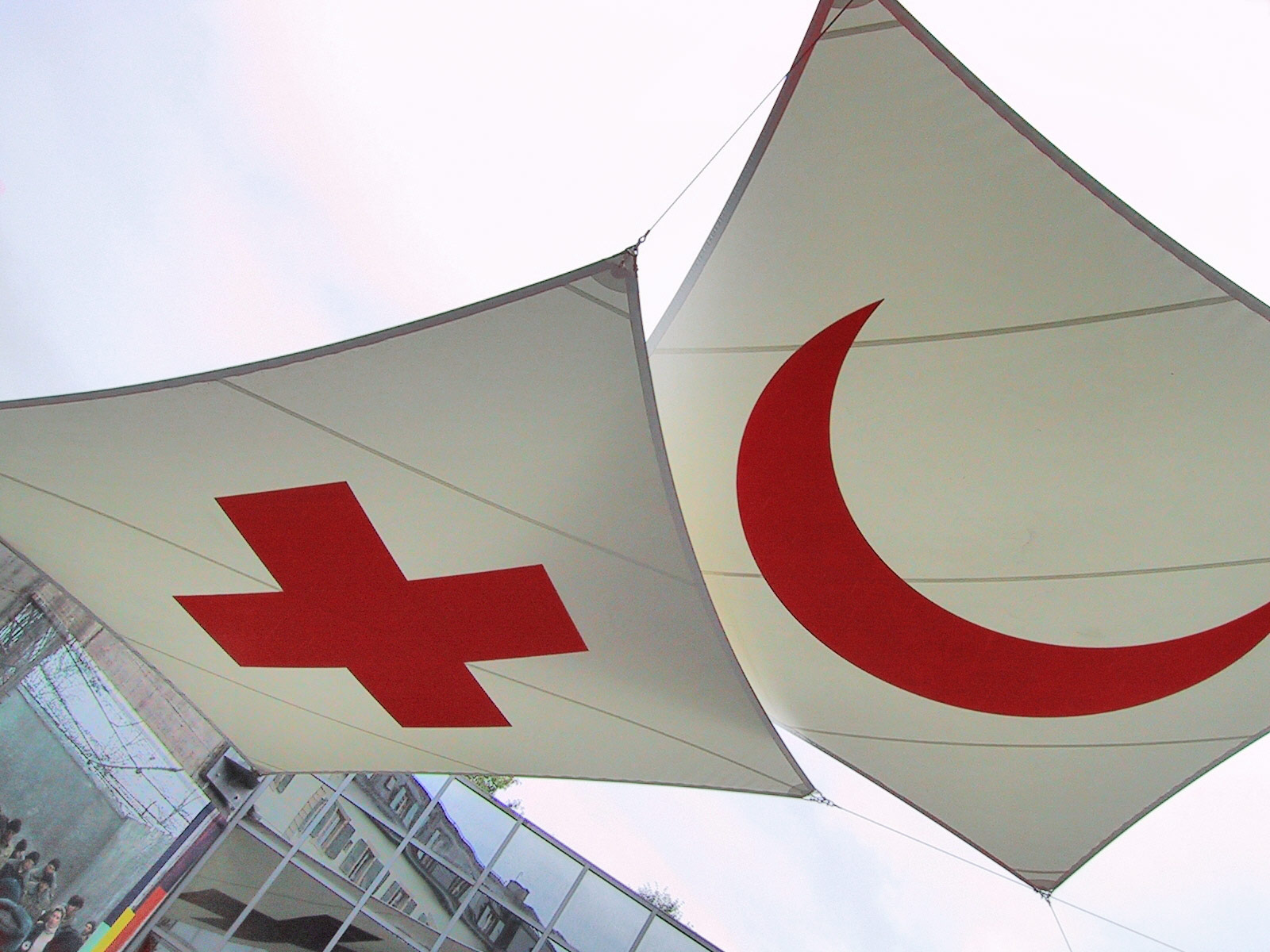
Die namensgebenden Symbole der Bewegung – das Rote Kreuz und der Rote Halbmond auf weißem Hintergrund
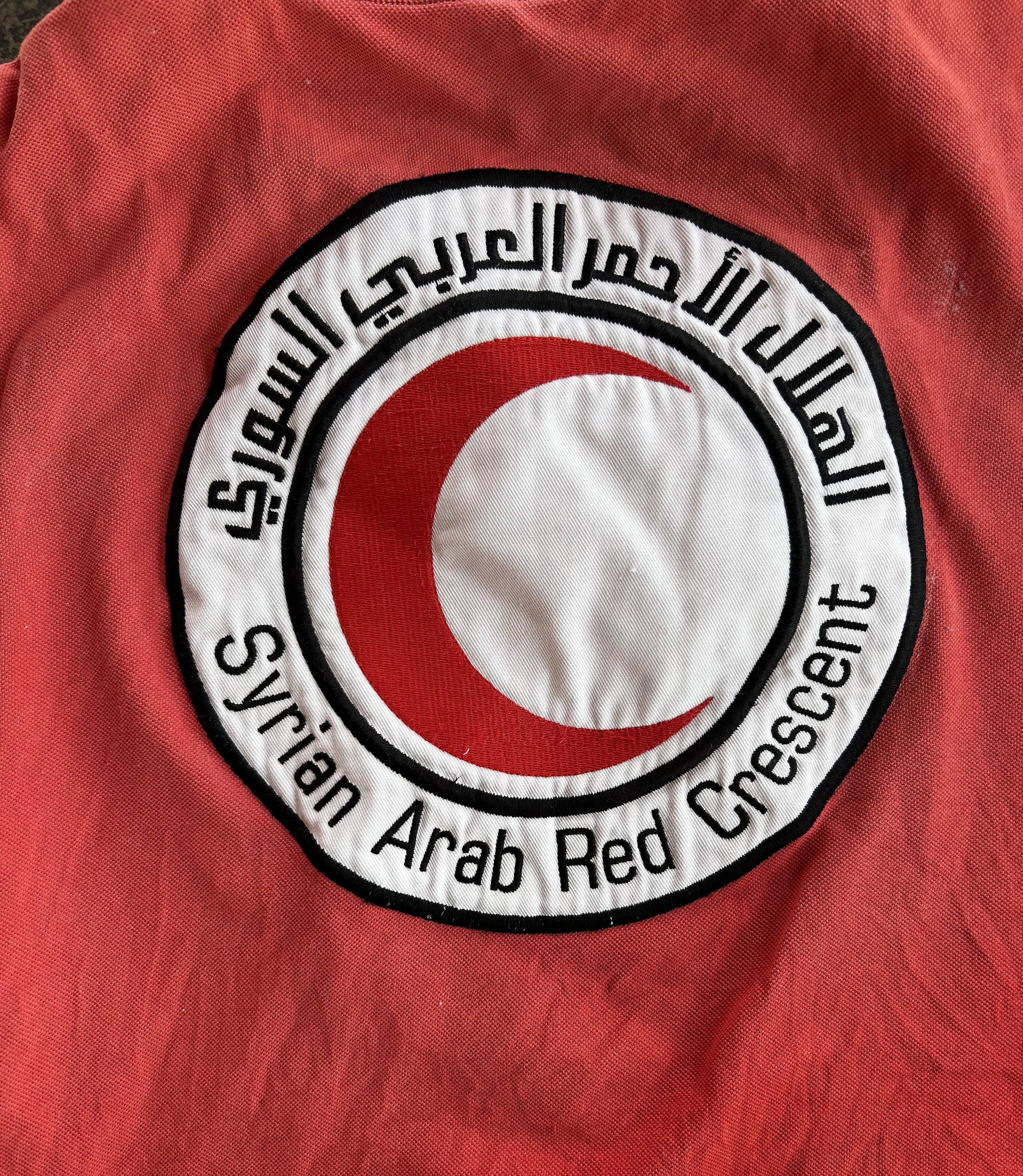
T-Shirt